# Castelletto Uzzone
Castelletto Uzzone (piemontiul: Castlèt Usson) település Olaszországban, Piemont régióban, Cuneo megyében. Lakosainak száma 303 fő (2023. január 1.). Castelletto Uzzone Dego, Gottasecca, Levice, Pezzolo Valle Uzzone, Piana Crixia és Prunetto községekkel határos.

## Népesség
A település lakossága az elmúlt években az alábbi módon változott:
| Lakosok száma | 326  | 309  | 303  |
|               | 2017 | 2018 | 2023 |